# Apollo 12
A Apollo 12 foi um voo espacial tripulado norte-americano responsável pelo segundo pouso na Lua. A missão foi planejada para realizar uma alunissagem em um ponto específico, perto da cratera onde a sonda Surveyor 3 tinha alunissado alguns anos antes. Os astronautas Pete Conrad, Richard Gordon e Alan Bean foram lançados ao espaço em 14 de novembro de 1969 do Centro Espacial John F. Kennedy, na Flórida, por um foguete Saturno V. O lançamento ocorreu sob clima adverso e o foguete foi atingido por dois raios em menos de um minuto durante a subida, o que derrubou as células de combustível e atrapalhou a telemetria da espaçonave. O problema foi resolvido rapidamente e o resto da viagem ocorreu tranquilamente.
Conrad e Bean pousaram o módulo lunar Intrepid no dia 19 de novembro em uma região do Mare Cognitum, ficando a distância de uma pequena caminhada da Surveyor 3. Essa alunissagem precisa demonstrou que missões futuras poderiam ser planejadas pela NASA na expectativa de que os astronautas seriam capazes de pousar perto de locais de interesse científico. Conrad e Bean realizaram duas atividades extraveiculares no decorrer de dois dias: na primeira estabeleceram o Pacote de Experimentos da Superfície Lunar da Apollo, um conjunto de instrumentos científicos alimentados por energia nuclear, enquanto na segunda eles visitaram a Surveyor 3 e removeram algumas partes para serem levadas de volta para a Terra.
Gordon permaneceu em órbita lunar no módulo de comando e serviço Yankee Clipper enquanto seus companheiros estavam na superfície, tendo realizado uma série de experimentos científicos e tirado várias fotografias da Lua, incluindo de possíveis locais de pouso para missões posteriores. Conrad e Bean retornaram no dia 20 e o Intrepid foi depois descartado, sendo deliberadamente jogado contra a superfície para que seu impacto fosse detectado pelo sismômetro deixado pelos astronautas. A espaçonave deixou a órbita lunar no dia seguinte e a viagem de volta transcorreu sem incidentes. O Yankee Clipper amerrissou no Oceano Pacífico em 24 de novembro, tendo Conrad, Gordon e Bean sido resgatados pelo porta-aviões USS Hornet.

## Antecedentes
Os Estados Unidos estavam no meio da Guerra Fria, uma disputa geopolítica com a União Soviética, no final da década de 1950 e início da de 1960. Os soviéticos lançaram em outubro de 1957 o Sputnik 1, o primeiro satélite artificial da história. Isto causou temores, pois demonstrou que a União Soviética era capaz de lançar armas nucleares a distâncias intercontinentais, ao mesmo tempo que desafiava a reivindicação de superioridade militar, econômica e tecnológica dos Estados Unidos. Isto precipitou a Crise do Sputnik e iniciou a Corrida Espacial, levando à criação da NASA em 1958.
O presidente norte-americano John F. Kennedy acreditava que era do interesse nacional dos Estados Unidos ser superior a outras nações, além de que a percepção do poderio norte-americano era pelo menos tão importante quanto a realidade. Dessa forma era intolerável que a União Soviética fosse mais avançada no campo da exploração espacial. Ele determinou que os Estados Unidos deveriam competir, procurando um desafio que maximizasse suas chances de vitória. Ele escolheu tal projeto depois de consultar-se com especialistas e conselheiros: pousar um homem na Lua. A NASA trabalhou para alcançar esse objetivo incrementalmente, enviando astronautas para o espaço primeiro no Projeto Mercury e depois no Projeto Gemini, que antecederam o Programa Apollo. A alunissagem foi alcançada pela Apollo 11 em 20 de julho de 1969.

## Tripulação

### Principal
| Posição                     | Astronauta                |
| --------------------------- | ------------------------- |
| Comandante                  | Charles "Pete" Conrad Jr. |
| Piloto do Módulo de Comando | Richard F. Gordon Jr.     |
| Piloto do Módulo Lunar      | Alan L. Bean              |

Todos os membros da tripulação da Apollo 12 eram da Marinha dos Estados Unidos. O Comandante era Pete Conrad, que tinha 39 anos na época da missão. Formou-se em 1953 pela Universidade de Princeton em engenharia aeronáutica e em seguida se tornou um aviador naval, estudando na Escola de Pilotos de Teste Navais dos Estados Unidos. Foi selecionado astronauta no Grupo 2 da NASA em 1962 e viajou ao espaço em 1965 como piloto da Gemini V e depois em 1966 como comandante da Gemini XI. O Piloto do Módulo de Comando era Richard Gordon, então com quarenta anos. Também se tornou um aviador naval em 1953 depois de se formar em química pela Universidade de Washington e cursou a Escola de Pilotos de Teste Navais. Foi selecionado astronauta no Grupo 3 da NASA em 1963 e voou com Conrad na Gemini XI.
O Piloto do Módulo Lunar originalmente seria Clifton Williams, porém ele morreu em outubro de 1967 em um acidente aéreo com um Northrop T-38 Talon perto de Tallahassee. Conrad, quando fora formar sua tripulação, queria que Alan Bean fizesse parte, pois este tinha sido aluno seu na Escola de Pilotos de Teste Navais, porém Donald Slayton, o Diretor de Operações de Tripulações de Voo, disse que Bean não estava disponível por estar designado para o Programa de Aplicações da Apollo. Conrad pediu novamente por Bean depois da morte de Williams e desta vez Slayton cedeu. Bean tinha 37 anos na época da Apollo 12, se formou em 1955 na Universidade do Texas em engenharia aeronáutica, virou um aviador naval e também foi selecionado astronauta no Grupo 3. Os três tinham anteriormente atuado como a tripulação reserva da Apollo 9.

### Reserva
| Posição                     | Astronauta       |
| --------------------------- | ---------------- |
| Comandante                  | David R. Scott   |
| Piloto do Módulo de Comando | Alfred M. Worden |
| Piloto do Módulo Lunar      | James B. Irwin   |

A tripulação reserva era formada por David Scott, Alfred Worden e James Irwin como, respectivamente, Comandante,  Piloto do Módulo de Comando e Piloto do Módulo Lunar. Pela rotação normal de tripulações, se tornaria depois a principal da Apollo 15 e realizaria seu voo espacial em julho de 1971.

### Suporte
Uma terceira tripulação de astronautas foi adicionada para o Programa Apollo, conhecida como tripulação de suporte. Slayton a criou porque James McDivitt, que comandou a Apollo 9, acreditava que reuniões que necessitariam da presença de um membro da tripulação de voo seriam perdidas, devido às preparações que ocorreriam em instalações por todos os Estados Unidos. Os membros da tripulação de suporte, assim, deveriam ajudar de acordo com as ordens do comandante da missão.
Eles geralmente tinham um nível hierárquico mais baixo, e suas funções consistiam em manter o plano de voo, listas de checagens e regras da missão, e também em garantir que as tripulações principal e reserva fossem notificadas das mudanças. Também desenvolviam procedimentos que deveriam estar prontos quando as tripulações principal e reserva fossem treinar em simuladores. A tripulação de suporte da Apollo 12 era formada por Gerald Carr, Edward Gibson e Paul Weitz.

### Controle da Missão
O comunicador com a cápsula (CAPCOM) era um astronauta do Controle da Missão no Centro de Espaçonaves Tripuladas, em Houston, no Texas, que era a única pessoa autorizada a se comunicar diretamente com a tripulação no espaço. Os CAPCOMs da Apollo 12 foram Scott, Worden, Irwin, Carr, Gibson, Weitz e Don Lind. Também havia três diretores de voo, divididos em três equipes diferentes de controladores, cada uma trabalhando em turnos de, normalmente, aproximadamente oito horas cada. Sua trabalho no Programa Apollo era descrito em uma única frase: "O diretor de voo deve tomar quaisquer ações necessárias para a segurança da tripulação e o sucesso da missão". Os diretores de voo da Apollo 12 foram Gerry Griffin no primeiro turno, Pete Frank no segundo, Clifford Charlesworth no terceiro e Milton Windler no quarto.

## Emblema

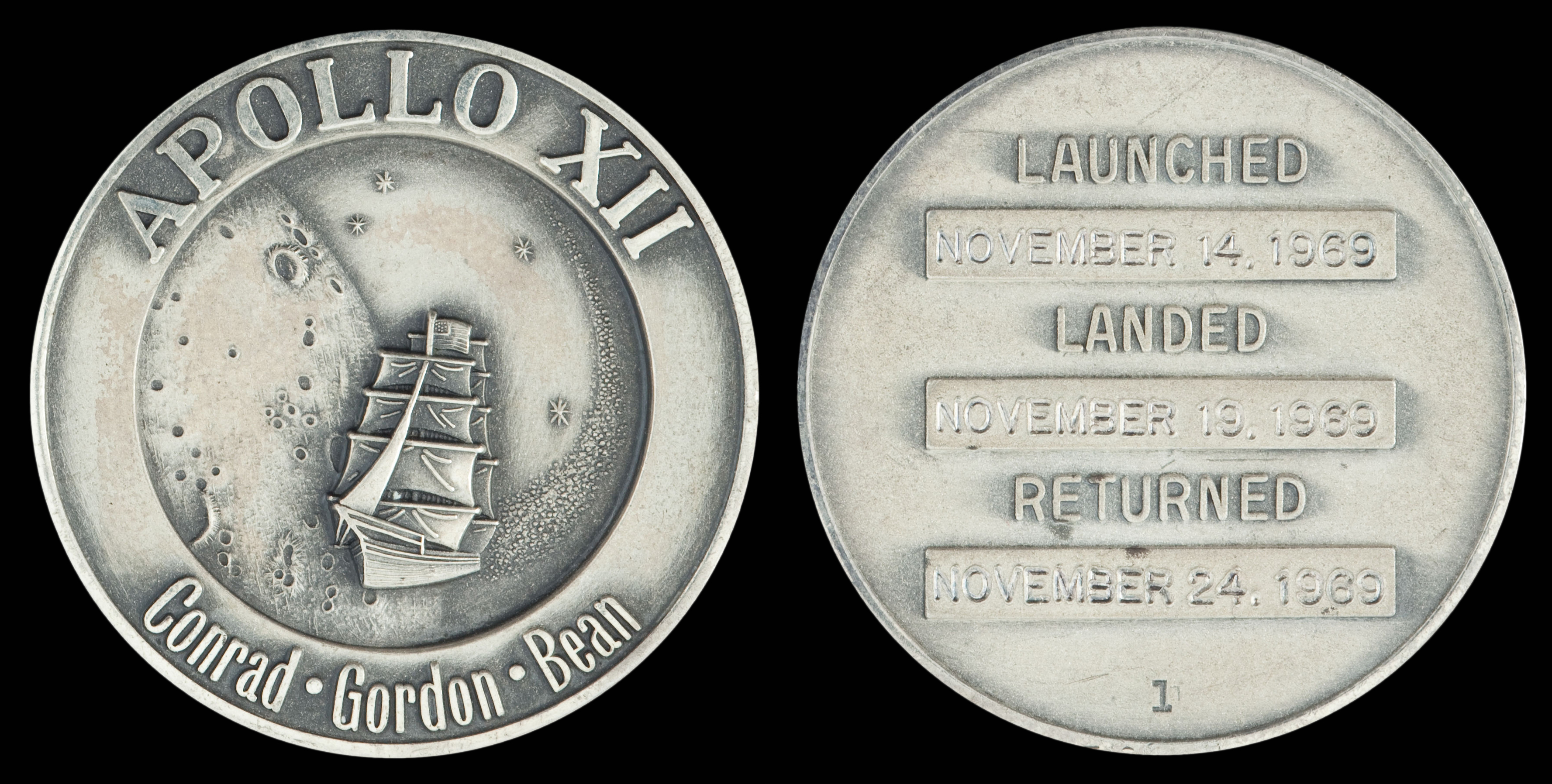
Um medalhão de prata comemorativo que voou a bordo da Apollo 12

O emblema da Apollo 12 possui uma temática naval para representar o passado da tripulação, pois todos os astronautas na época da missão tinham a patente de comandante da Marinha dos Estados Unidos. Mostra um veleiro clipper chegando na Lua, representando o módulo de comando Yankee Clipper. Há um rastro de fogo atrás e a bandeira dos Estados Unidos está hasteada no mastro. Os nomes dos astronautas e o da missão, este último em algarismos romanos como "Apollo XII", estão grafados em uma faixa dourada que circula o desenho. Há também uma fina borda azul. Dourado e azul são as cores tradicionais da Marinha dos Estados Unidos. Há quatro estrelas no emblema: cada uma para Conrad, Gordon e Bean e a quarta em homenagem a Williams, o Piloto do Módulo Lunar original que teria voado na missão caso não tivesse morrido. Esta quarta estrela foi adicionada por sugestão de Bean.
O emblema foi desenhado pelos três tripulantes com a ajuda de vários funcionários oriundos das contratantes da NASA. A área de alunissagem da Apollo 12 está desenhada dentro da parte da superfície lunar visível no emblema, ilustração esta baseada em fotografias da Lua. O clipper foi baseado em fotografias obtidas por Bean de embarcações desse tipo.

## Preparações

### Escolha do local

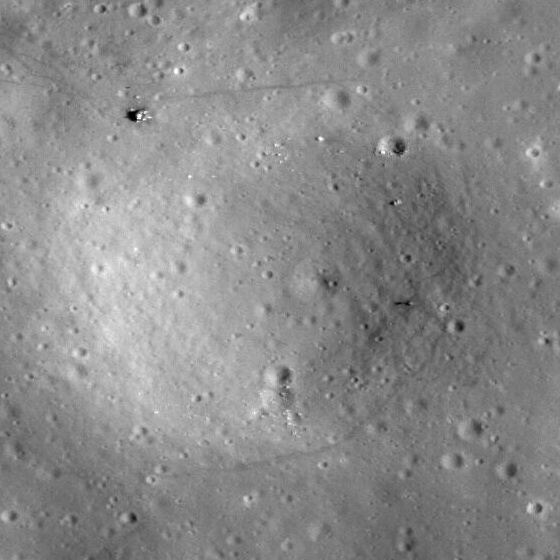
A cratera Surveyor em 29 de novembro de 2009. O estágio de descida do Intrepid e a Surveyor 3 estão visíveis

O processo de seleção do local de alunissagem da Apollo 12 muito se baseou na seleção de local da Apollo 11. Os padrões para possíveis locais para a Apollo 11 foram rígidos, com o interesse científico não tendo sido um grande fator; o local precisava ficar próximo do equador lunar, não na periferia do lado visível da Lua, ser relativamente plano e sem grandes obstruções no caminho em que o Módulo Lunar desceria. A adequação dos locais precisava ser confirmada por fotografias tiradas por sondas do Programa Lunar Orbiter. Também desejável era a presença de outro local adequado mais ao oeste caso a missão fosse adiada e o Sol subisse muito alto no céu, para que o local de alunissagem original estivesse sob condições de iluminação apropriadas. A necessidade de três dias de reciclagem caso o lançamento precisasse ser cancelado fez com que apenas três dos cinco locais adequados fossem designados como possíveis locais de alunissagem da Apollo 11, com aquele no Mare Tranquillitatis acabando por ser o escolhido. Como a Apollo 12 tentaria a primeira alunissagem caso a Apollo 11 falhasse, as tripulações de ambas as missões treinaram para os mesmos locais.
Após o sucesso da Apollo 11, foi inicialmente contemplado que a Apollo 12 alunissaria no local mais ao oeste de Mare Tranquillitatis, em Sinus Medii. Entretanto, um local próximo à cratera em que a Surveyor 3 tinha alunissado em abril de 1967 foi defendido porque isso permitiria que os astronautas retornassem partes da sonda para a Terra. Além disso, o local em questão era adequado e tinha valor científico. Porém, a Apollo 11 tinha alunissado quilômetros de distância de seu alvo e alguns oficiais da NASA temiam que a Apollo 12 fosse alunissar longe demais e que os astronautas não poderiam alcançar a Surveryor 3, com a agência consequentemente precisando lidar com um embaraço público. Mesmo assim, a capacidade de realizar alunissagens precisas era essencial para que o programa de exploração da Apollo pudesse ser realizado. Dessa forma, o general Samuel C. Phillips, o gerente do Programa Apollo, designou a que ficou conhecida como a cratera Surveyor como o local de alunissagem da Apollo 12 em 25 de julho de 1969, apesar da oposição unânime dos membros dos dois conselhos de seleção de local.

### Treinamento

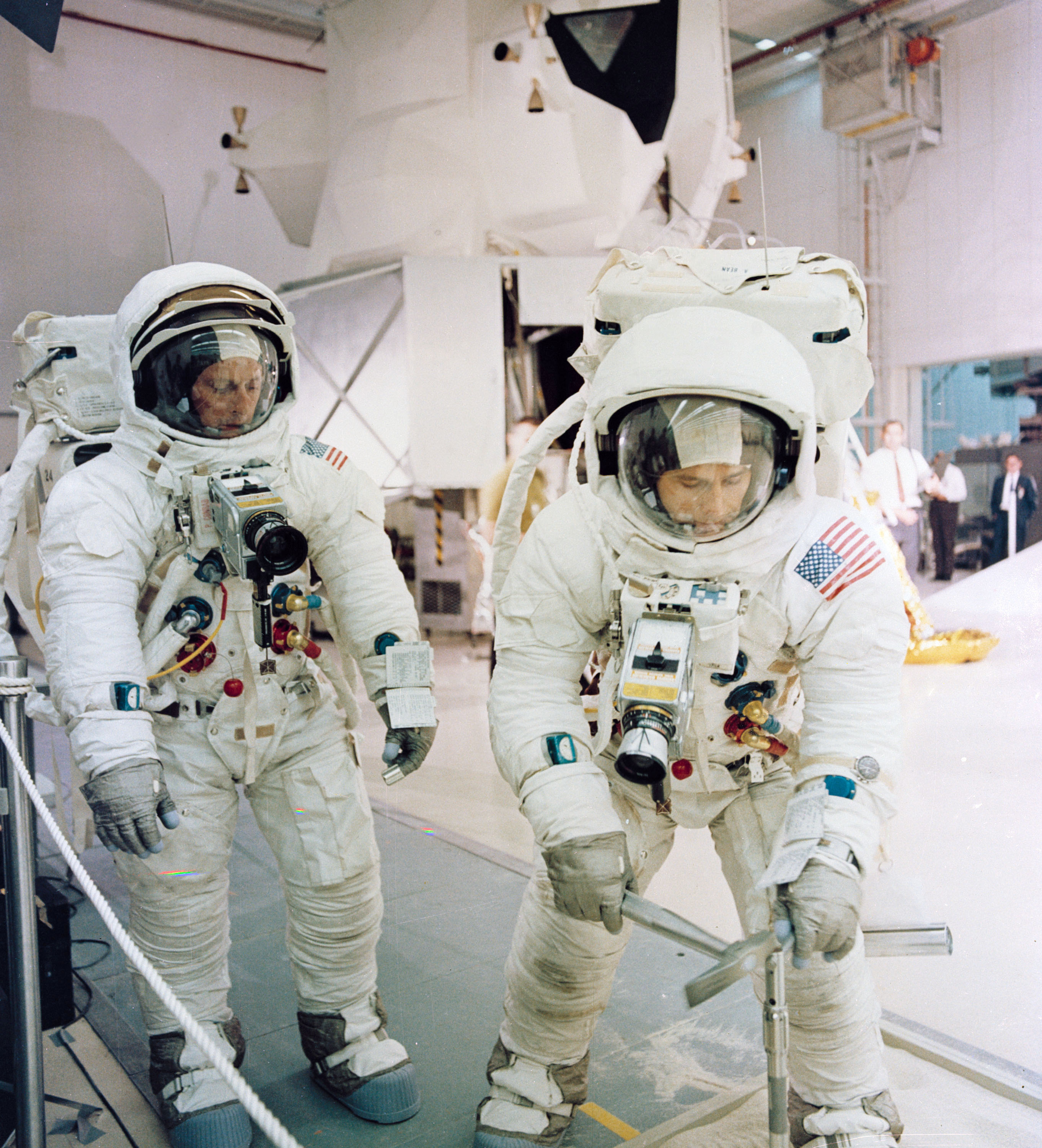
Conrad e Bean nos treinamentos para suas atividades extraveiculares em 6 de outubro de 1969

Os astronautas da Apollo 12 passaram cinco horas em treinamentos específicos de missão para cada hora que deveriam passar voando, com o total excedendo mil horas por tripulante. Conrad e Bean tiveram mais treinamentos específicos do que Neil Armstrong e Buzz Aldrin tiveram na Apollo 11. Isto não incluía as 1,5 mil horas de treinamento que receberam como reservas da Apollo 9. Os treinamentos para a Apollo 12 incluíram mais de quatrocentas horas por astronauta em simuladores do Módulo de Comando e do Módulo Lunar. Algumas simulações tinham conexão em tempo real com os controladores de voo no Controle da Missão. Conrad voou no Veículo de Treinamento de Alunissagem para praticar o pouso, mesmo com Armstrong em 1968 tendo sido forçado a ejetar de um veículo similar antes de ele cair. Caso a Apollo 11 tivesse fracassado, a Apollo 12 teria sido lançada em setembro de 1969, porém a primeira alunissagem bem-sucedida fez com que a Apollo 12 fosse adiada para novembro, com missões posteriores recebendo um cronograma mais relaxado.
Conrad se encontrou com geólogos da NASA logo depois de receber o comando da Apollo 12 e disse a eles que os treinamentos para atividades na superfície da Lua seriam realizados de forma semelhante aos da Apollo 11, porém não haveria qualquer publicidade ou envolvimento da mídia. Ele achava que tinha sido abusado pela mídia durante o Projeto Gemini e que a única viagem geológica da Apollo 11 tinha virado um quase fiasco, pois uma enorme quantidade de jornalistas estava presente, atrapalhando o andamento dos treinamentos, além de que os astronautas tiveram dificuldade em ouvirem uns aos outros devido a um helicóptero da imprensa sobrevoando acima deles. Mais tempo foi dedicado à geologia depois do retorno da Apollo 11 em julho de 1969, porém o foco dos astronautas era conseguir tempo nos simuladores sem que os tripulantes da Apollo 11 tomassem a precedência. Os membros da tripulação da Apollo 12 fizeram seis viagens geológicas, praticando como se estivessem na Lua, coletando amostras e documentando-as com fotografias, ao mesmo tempo que se comunicavam com um CAPCOM e geólogos em uma tenda fora de vista ali perto. O desempenho dos astronautas na coleta de amostras e nas fotografas depois era avaliado. Os tripulantes ficaram frustrados porque os cientistas ficavam mudando os procedimentos de documentação fotográfica; Conrad exigiu que nenhuma nova mudança ocorresse depois da quarta ou quinta alteração. Os astronautas puderam ver amostras lunares coletadas e trazidas pela Apollo 11 e foram informados sobre elas pelos cientistas.

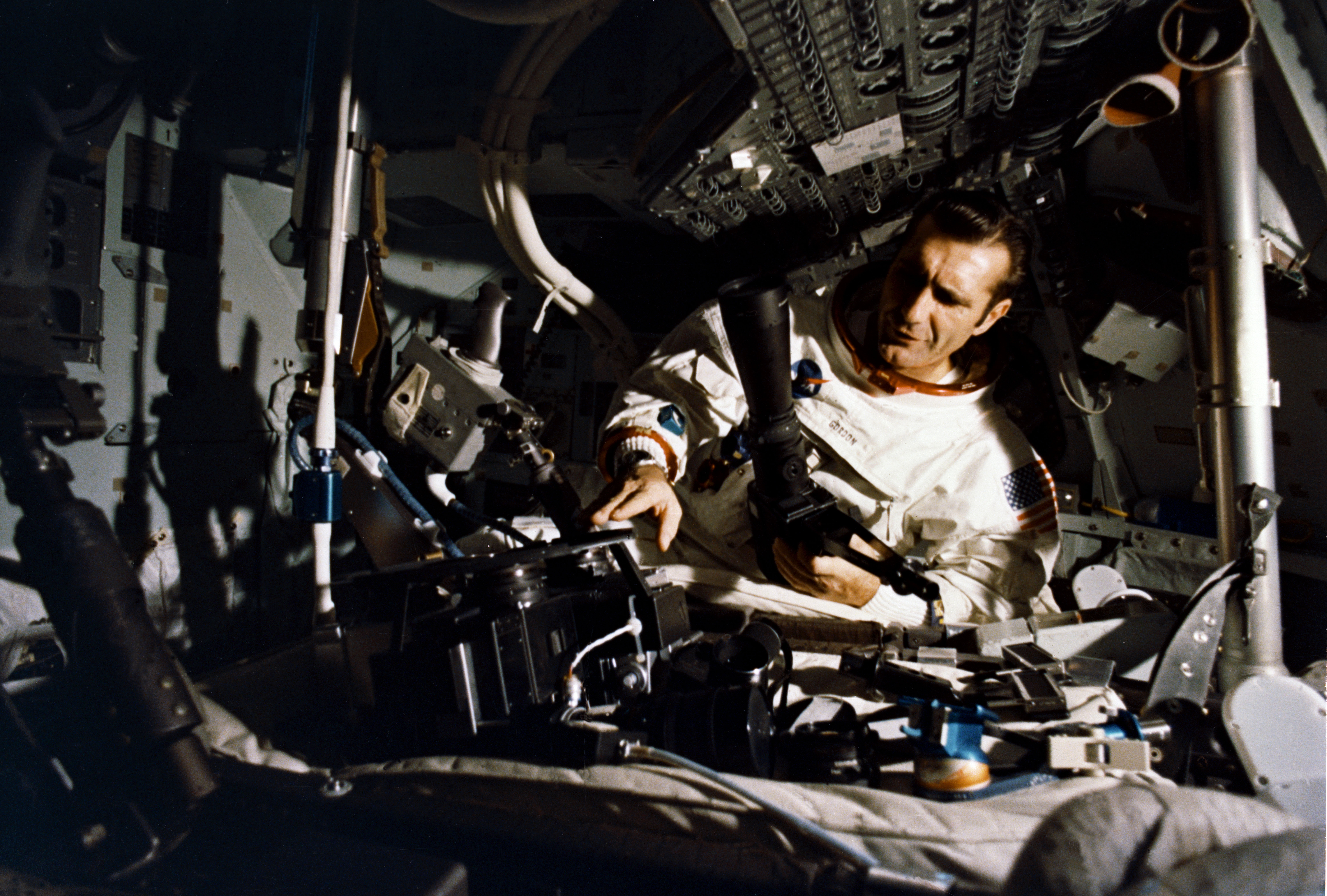
Gordon em um simulador do Módulo de Comando em 22 de outubro de 1969

A zona de alunissagem da Apollo 11 foi definida como uma área ampla de um formato oval, em vez de em um ponto específico, dessa forma não houve planejamento para travessias geológicas e as tarefas designadas foram feitas em locais escolhidos pelos dois astronautas. Alguns membros da equipe geológica da NASA se encontraram com os tripulantes da Apollo 12 antes da missão e Conrad sugeriu que eles elaborassem possíveis rotas para que ele e Bean seguissem na superfície. O resultado foram quatro travessias baseadas em quatro pontos de alunissagem em potencial do Módulo Lunar. Isto foi o começo do planejamento de travessias geológicas que, em missões seguintes, se tornaram um esforço considerável, envolvendo diversas organizações.
Os estágios do Módulo Lunar foram entregues no Centro Espacial John F. Kennedy em 24 de março de 1969 e foram unidos no dia 28 de abril. Os Módulos de Comando e Serviço foram entregues em 28 de março e foram unidos em 21 de abril. O veículo de lançamento, com a espaçonave Apollo no topo, foi transferido para o Complexo de Lançamento 39A em 8 de setembro. O programa de treinamento foi finalizado, como planejado, em 1º de novembro; as atividades posteriores tiveram a intenção de servir como recapitulações. Os astronautas acharam que o treinamento na maior parte foi adequado para prepará-los para uma missão lunar.

## Equipamentos

### Foguete

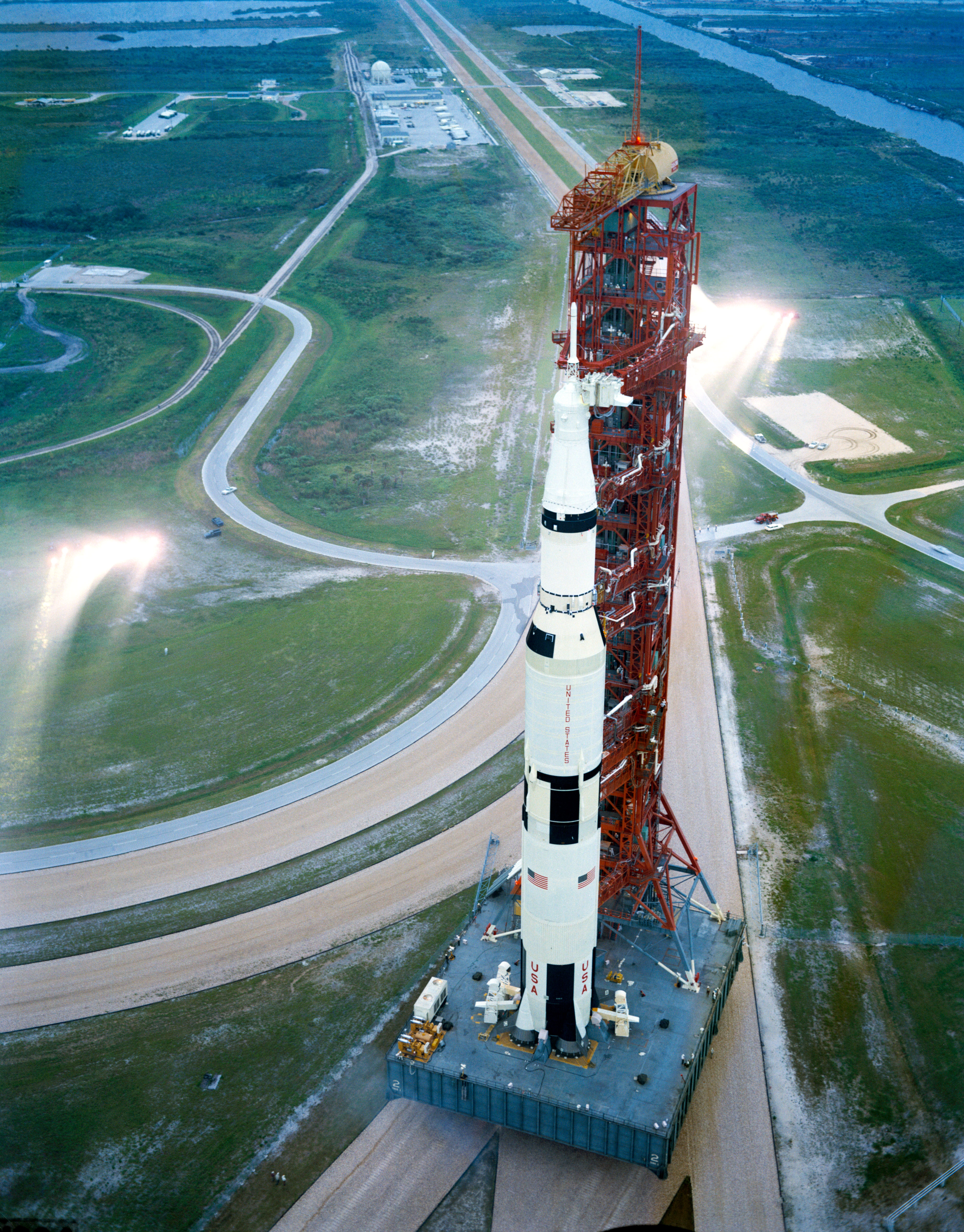
O Saturno V SA-507 com a espaçonave da Apollo 12 sendo transferido para o Complexo de Lançamento 39 em 8 de setembro de 1969

O foguete Saturno V usado na Apollo 12 recebeu a designação SA-507 e, em sua maior parte, era idêntico àquele usado na Apollo 11. Dezessete medições por instrumentação foram adicionados ao veículo de lançamento da Apollo 12, elevando o número total para 1 365. Todo o foguete, incluindo a espaçonave, pesava no lançamento 2 942 790 quilogramas, um aumento comparado aos 2 938 315 quilogramas da Apollo 11. Desse valor, a espaçonave pesava 49 915 quilogramas, um aumento em relação aos 49 735 quilogramas da Apollo 11.
A intenção era de que o terceiro estágio S-IVB voasse para órbita solar depois de se separar do Módulo Lunar. O sistema de propulsão auxiliar do S-IVB foi acionado com a intenção de que a gravidade da Lua ajudasse a propulsionar o estágio até a órbita solar. Entretanto, devido a um erro, o S-IVB voou para além da Lua a uma altitude muito alta para conseguir alcançar a velocidade de escape da Terra. Ele permaneceu em uma órbita terrestre semiestável até finalmente escapar em 1971, porém o estágio acabou retornando para a Terra 31 anos depois, em 2002. Foi descoberto pelo astrônomo amador William Kwong Yu Yeung, que lhe deu a designação temporária de J002E3, antes que fosse determinado como um objeto artificial. Em órbita solar novamente desde 2021, poderá ser recapturado pela gravidade do planeta, porém não mais cedo do que na década de 2040. Os S-IVB usados em missões posteriores foram deliberadamente jogados contra a Lua, para criar eventos sísmicos que poderiam ser registrados em sismógrafos deixados na Lua e proporcionar dados sobre a estrutura lunar.

### Espaçonave

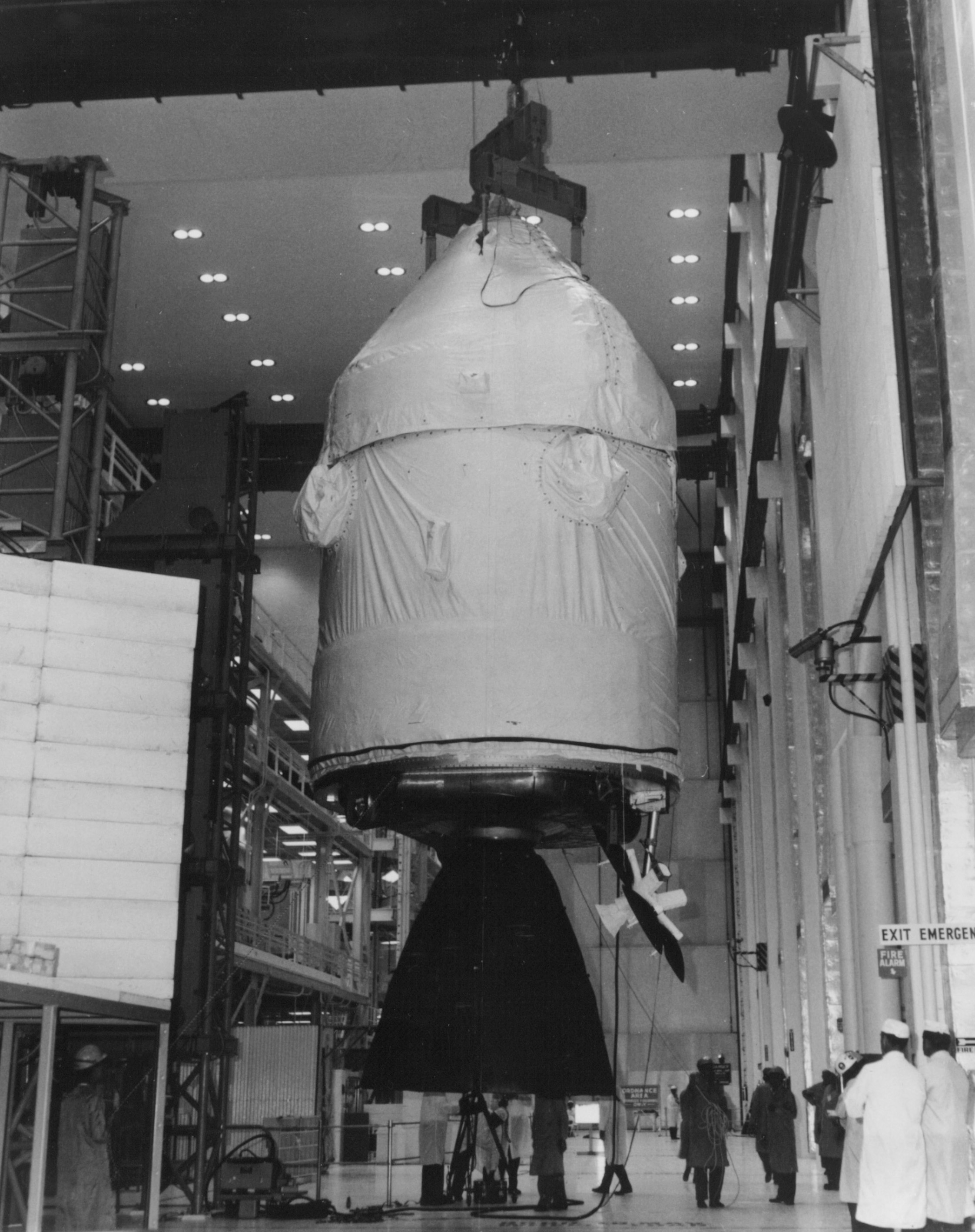
O módulo Yankee Clipper (CSM-108) sendo testado em 30 de junho de 1969

A espaçonave da Apollo 12 era composta pelo Módulo de Comando 108 e pelo Módulo de Serviço 108, juntos designados como CSM-108; e pelo Módulo Lunar 6, designado de LM-6. O Sistema de Escape de Lançamento e o Adaptador Espaçonave-Módulo Lunar 15, numerado SLA-15, também eram considerados parte da espaçonave. O sistema de escape continha três motores foguete que impulsionariam o Módulo de Comando para segurança no caso de uma emergência que forçasse uma situação de aborto durante o lançamento, enquanto o adaptador abrigava o Módulo Lunar e proporcionava uma conexão estrutural entre o Saturno V e o módulo. Este adaptador era idêntico ao da Apollo 11, enquanto o sistema de escape diferia apenas na instalação de uma ignição mais confiável.
O Módulo de Comando e Serviço recebeu o nome de Yankee Clipper, enquanto o Módulo Lunar foi chamado Intrepid. Esses nomes relacionados com o mar foram selecionados pelos astronautas a partir de milhares de sugestões  enviadas pelos funcionários das principais contratantes dos respectivos módulos. George Glacken, um engenheiro de voo da North American Rockwell, a construtora do Módulo de Comando e Serviço, propôs Yankee Clipper pois clippers tinham "navegado majestosamente pelos altos mares com orgulho e prestígio para uma nova América". Intrepid foi uma sugestão de Robert Lambert, um planejador da Grumman, a construtora do Módulo Lunar, pois evocava "a resoluta determinação desta nação para a continuação da exploração do espaço, destacando a força e resistência às dificuldades de nossos astronautas".
As diferenças entre os módulos da Apollo 11 e aqueles da Apollo 12 eram poucas e pequenas. Um separador de hidrogênio foi adicionado ao Módulo de Comando e Serviço para impedir que o gás entrasse no tanque de água potável; a Apollo 11 tinha um, mas era montado no distribuidor de água na cabine do Módulo de Comando. Hidrogênio gasoso na água tinha feito com que a tripulação da Apollo 11 ficasse com muitas flatulências. Outras mudanças incluíram o fortalecimento do loop de recuperação preso depois da amerrissagem, significando que nadadores recuperando o módulo não precisariam prender um loop auxiliar. Mudanças no Módulo Lunar incluíram uma modificação estrutural para que pacotes de experimentos científicos pudessem ser carregados para implementação na superfície lunar. Duas redes foram adicionadas para maior conforto dos astronautas na Lua, enquanto uma câmera televisiva colorida substituiu aquela preto e branco usada na superfície lunar na Apollo 11.

### Experimentos

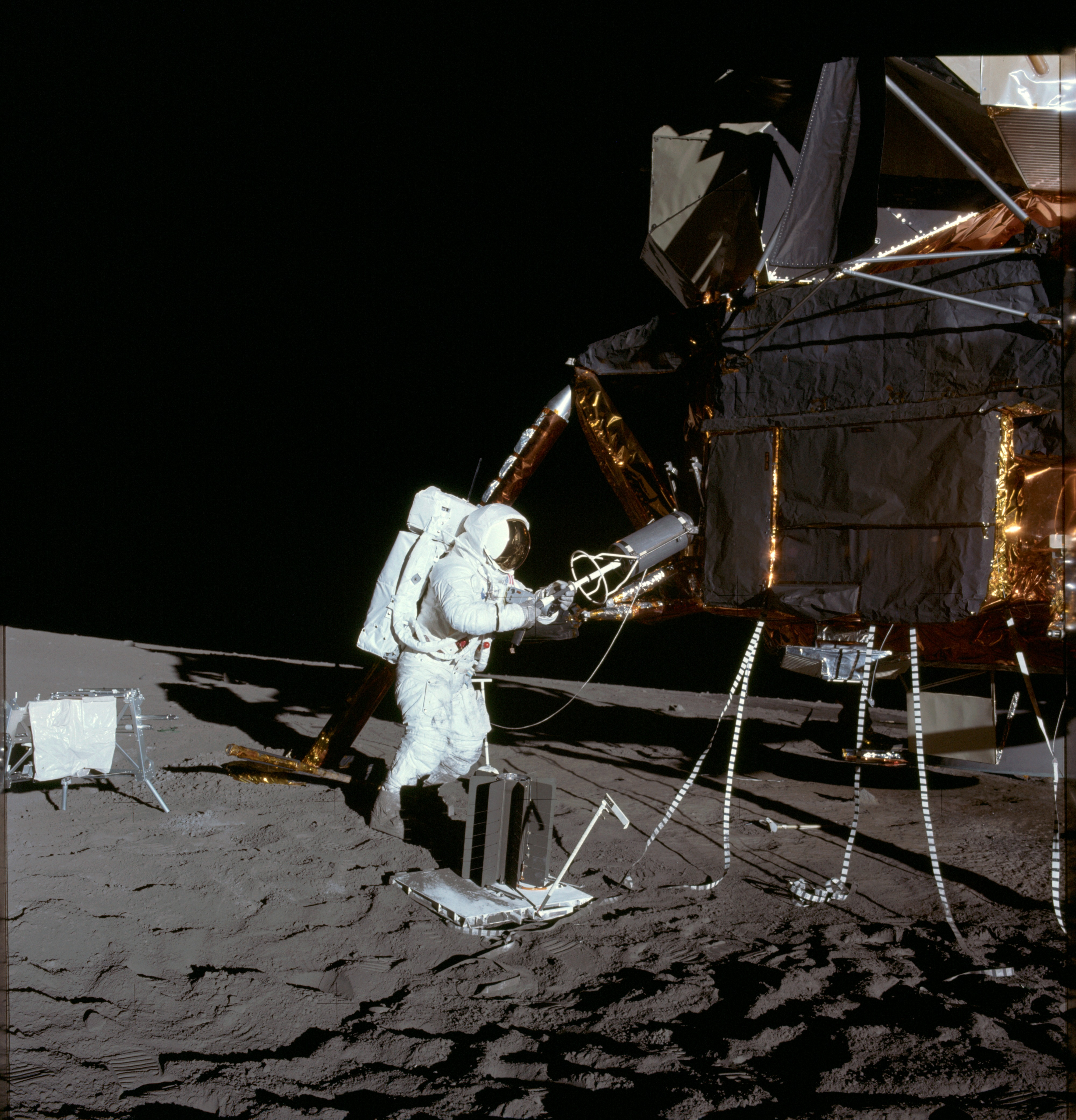
Bean colocando o elemento de combustível no gerador termoelétrico da SNAP-27 em 19 de novembro de 1969

O Pacote de Experimentos de Superfície Lunar da Apollo era um conjunto de instrumentos científicos projetados para serem colocados na superfície lunar pelos astronautas e que depois operariam autonomamente e enviariam dados para a Terra. O desenvolvimento do Pacote de Experimentos foi parte da resposta da NASA a alguns cientistas que eram contra um programa de alunissagens tripuladas, achando que sondas robóticas poderiam explorar a Lua de forma mais barata, ao demonstrar que algumas tarefas necessitavam de humanos. Um contrato para o projeto e construção do Pacote de Experimentos foi entregue em março de 1966 para a Bendix Corporation. Um conjunto menor de experimentos, chamado de Pacote Inicial, voou na Apollo 11 porque os astronautas desta passariam pouco tempo na superfície lunar. A Apollo 12 foi a primeira missão a carregar o pacote completo; um Pacote de Experimentos voaria em todas as missões posteriores, porém os componentes exatos inclusos variariam de missão em missão. O pacote da Apollo 12 deveria ser implementado a pelo menos 91 metros de distância do Módulo Lunar a fim de proteger seus instrumentos de estilhaços que seriam gerados quando o estágio de subida do módulo decolasse para levar os astronautas de volta a órbita.
O Pacote de Experimentos da Apollo 12 incluía um Magnetômetro de Superfície Lunar, para medir o campo magnético na superfície da Lua, um Detector de Atmosfera Lunar (também chamado de Medidor de Íons Catódicos Frio), que tinha a intenção de medir a densidade e temperatura da atmosfera lunar e suas variações, um Detector da Ionosfera Lunar (também chamado de Experimento de Partículas Carregadas em Ambiente Lunar), para estudar partículas carregadas na atmosfera, e o Espectrômetro de Vento Solar, a fim de medir a força e direção do vento solar; também havia o Experimento de Composição de Vento Solar, para medir sua composição, porém esse seria instalado e depois trazido de volta para a Terra. Um Detector de Poeira foi usado para medir o acúmulo de poeria lunar nos equipamentos. O Experimento Sísmico Passivo, um sismômetro, mediria terremotos e outros movimentos sísmicos da crosta lunar e seria calibrado pelo impacto próximo do estágio de subida do Módulo Lunar, um objeto de massa e velocidade conhecidas que atingiria um local conhecido, tendo sido projetado que isso fosse equivalente à força explosiva de uma tonelada de TNT.
Os experimentos deixados na Lua pela Apollo 12 eram conectados a uma Estação Central, que continha um transmissor, um recebedor, cronômetro, processador de dados e equipamentos para distribuição de energia e controle dos experimentos. O equipamento era energizado pelo SNAP-27, um gerador termoelétrico de radioisótopos desenvolvido pela Comissão de Energia Atômica dos Estados Unidos. Ele continha plutônio e foi a primeira vez que energia atômica foi usada em uma espaçonave tripulada da NASA; alguns satélites militares e da NASA anteriormente tinham usado sistemas similares. O núcleo de plutônio foi levado para a Lua em um invólucro preso a uma das pernas do Módulo Lunar, um contêiner projetado para sobreviver a uma reentrada caso a missão fosse abortada, algo que a NASA considerava improvável. Esse invólucro seria testado na Apollo 13 e sobreviveu a uma reentrada para afundar na Fossa de Tonga no Oceano Pacífico, aparentemente sem vazamento radioativo.
Os experimentos do Pacote de Experimentos da Apollo 12 foram ativados remotamente da Terra no dia 19 de novembro de 1969. O Detector da Ionosfera Lunar retornou apenas uma quantidade limitada de dados úteis antes de parar de funcionar por causa de uma falha em seu suprimento de energia pouco depois da ativação. O Magnetômetro de Superfície Lunar foi desativado em 14 de junho de 1974, assim como o outro Magnetômetro de Superfície Lunar que fora estabelecido pela Apollo 15. Todos os experimentos do Pacote de Experimentos que ainda estavam funcionando foram desativados em 30 de setembro de 1977, principalmente por restrições orçamentárias.

## Missão

### Lançamento

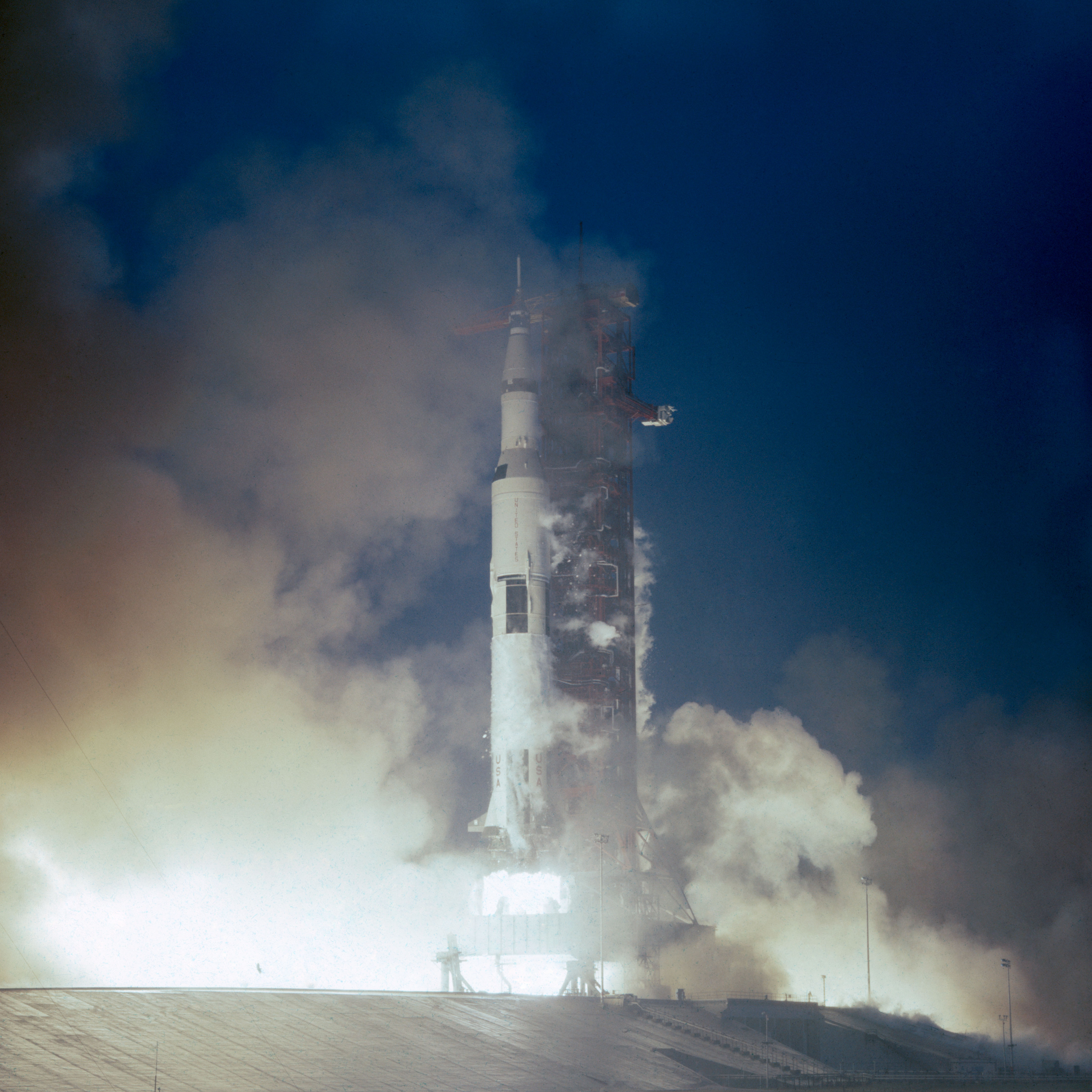
O lançamento do Saturno V com a Apollo 12 às 16h22min UTC de 14 de novembro de 1969 da Plataforma 39A

O lançamento da Apollo 12 ocorreu como planejado às 16h22min00s UTC (11h22min00s EST, horário local) de 14 de novembro de 1969 da Plataforma 39A do Centro Espacial Kennedy. Este horário era no início de uma janela de lançamento de três horas e quatro minutos para alcançar a Lua com condições de iluminação ideais no ponto de alunissagem. Testemunhando o lançamento estava o presidente Richard Nixon, tendo esta sido a primeira vez que um presidente norte-americano assistiu a um lançamento tripulado, acompanhado do vice-presidente Spiro Agnew. Os céus estavam completamente nublados e chuvosos e o foguete encontrou ventos de 280,9 quilômetros por hora na subida, os mais fortes em uma missão Apollo. Havia um regulamento da NASA contra lançamentos para dentro de nuvens cumulonimbus, porém a regra foi dispensada  e depois foi determinado que o veículo nunca passou por uma nuvem desse tipo. Caso a missão tivesse sido adiada, teria sido lançada no dia 16 com a alunissagem no local secundário, longe da Surveyor 3. Entretanto, como o sucesso da Apollo 11 removeu a pressão para alcançar uma alunissagem antes do final do ano, a NASA possivelmente teria esperado até dezembro para a próxima oportunidade de ir para a cratera Surveyor.
Um raio atingiu o Saturno V apenas 36,5 segundos depois do lançamento, um evento provocado pelo próprio foguete. A descarga energética causou uma voltagem transitória que desativou todas as três células de combustível, significando que a espaçonave estava recebendo energia apenas de suas baterias, que não poderiam proporcionar a corrente elétrica suficiente para suprir a demanda. Um segundo raio atingiu aos 52 segundos e desativou o indicador de atitude. O fluxo de telemetria no Controle da Missão ficou ilegível. Mesmo assim, o Saturno V continuou a voar normalmente, pois os raios não tinham atingido o sistema de orientação de sua unidade de instrumentos, que funcionava independentemente. Os astronautas repentinamente tiveram no painel luzes vermelhas de aviso e perigo, porém não souberam dizer o que estava errado.
John Aaron, o Gerente Elétrico, Ambiental e de Consumíveis (EECOM) no Controle da Missão, lembrou do padrão de falha de telemetria de um teste anterior, quando uma perda de energia causou um mau funcionamento nos eletrônicos de condicionamento de sinal (SCE) da espaçonave. Este convertia sinais brutos de dados da instrumentação em dados que poderiam ser exibidos nos consoles do Controle da Missão; ele sabia como consertar. Aaron chamou Gerry Griffin, o Diretor de Voo: "Voo, EECOM. Tente SCE para Aux[iliar]", a fim de trocar o SCE para o suprimento reserva de energia. Esse interruptor era bem obscuro e nem Griffin, Carr, o CAPCOM em serviço, ou Conrad sabiam onde estava; Bean, que como o Piloto do Módulo Lunar era também o engenheiro da espaçonave, sabia onde encontrá-lo e alterou o interruptor, com o que a telemetria retornou logo em seguida, mostrando nenhum problema sério. Bean também religou as células de combustível e a missão continuou. Os astronautas checaram cuidadosamente sua espaçonave assim que entraram na órbita de espera, antes de reativarem o terceiro estágio S-IVB para a injeção translunar. Os raios não causaram danos sérios permanentes.
Houve temores de que os raios poderiam ter danificado os parafusos explosivos que abriam o compartimento de paraquedas do Módulo de Comando. Foi tomada a decisão de que isso não seria dito aos astronautas e que o plano de voo continuaria normalmente, pois como eles morreriam se os paraquedas não fossem acionados, seja após um aborto em órbita da Terra ou ao retornarem da Lua, não se ganharia nada abortando a missão imediatamente. Os paraquedas funcionaram normalmente ao final da missão.

### Viagem

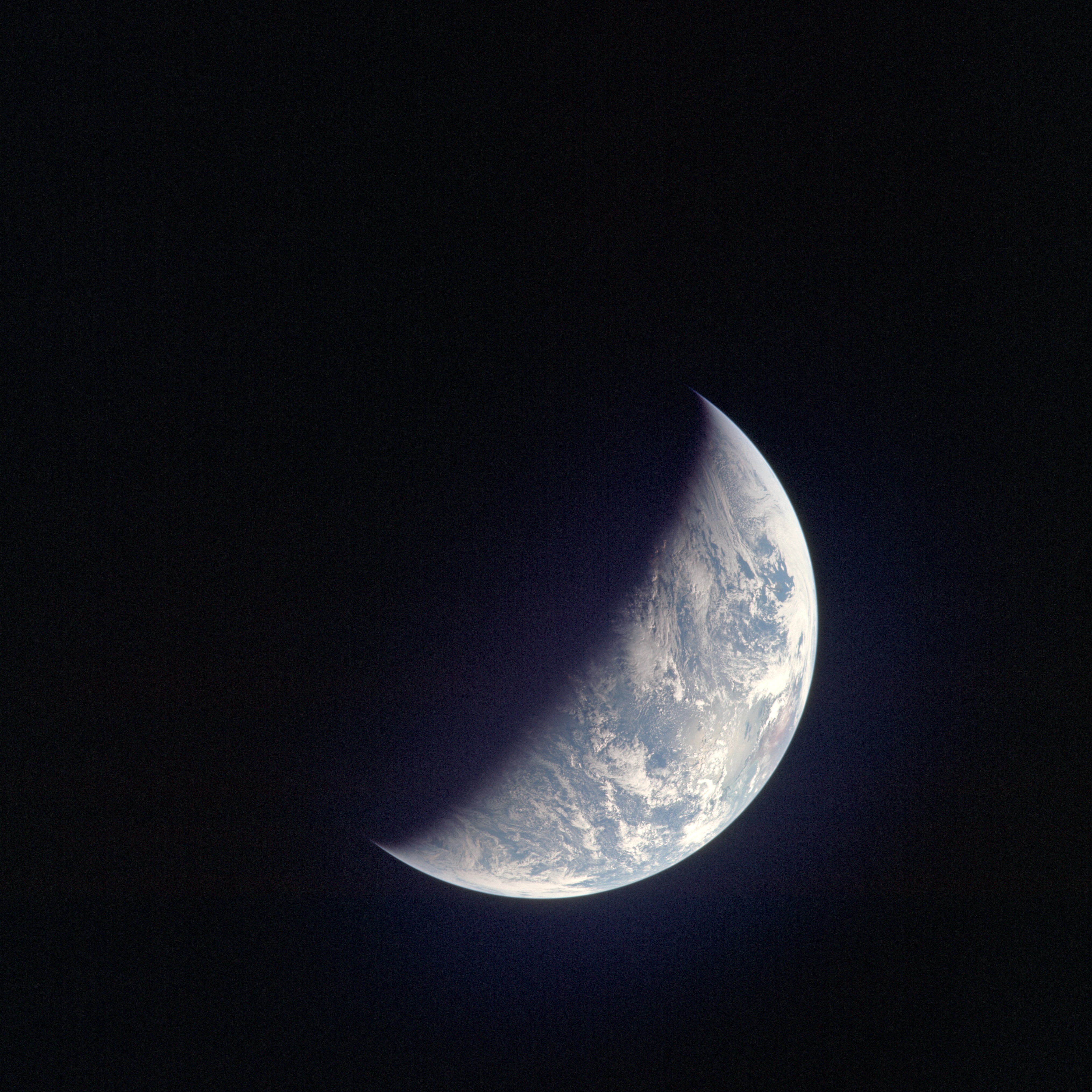
A Terra vista durante a injeção translunar em 14 de novembro de 1969

A queima para a injeção translunar foi realizada pelo S-IVB depois de 2h47min22s de missão, colocando a Apollo 12 no curso para a Lua. Antes disso, todas as checagens dos sistemas da espaçonave foram realizadas em órbita da Terra com muito cuidado por causa dos raios. O Yankee Clipper se separou do estágio uma hora depois da queima e Gordon realizou a manobra de transposição, acoplagem e extração para se acoplar com o Intrepid e separar a espaçonave combinada do terceiro estágio, que por sua vez foi enviado para tentar entrar em órbita solar. O S-IVB acionou seus motores para se afastar da espaçonave, uma mudança em relação à Apollo 11, em que o Sistema de Propulsão de Serviço foi usado para criar distância entre os dois veículos.
Houve preocupações de que o Intrepid poderia ter sido danificado pelos raios, assim Conrad e Bean entraram no módulo no primeiro dia de missão a fim de checar a situação, mais cedo do que o planejado. Problema algum foi encontrado. A única correção de curso necessária durante a injeção translunar ocorreu depois de 30h42min44s de missão, colocando a espaçonave em uma trajetória híbrida. Missões tripuladas anteriores para a Lua tomaram uma trajetória de livre retorno, permitindo um retorno fácil para a Terra caso os motores da espaçonave não fossem acionados para entrar em órbita lunar. A Apollo 12 foi a primeira missão tripulada a assumir uma trajetória híbrida de livre retorno, que necessitaria de uma queima do motor para retornar à Terra, porém esta poderia ser realizada pelo Sistema de Propulsão de Descida do Módulo Lunar, caso o Sistema de Propulsão de Serviço falhasse. O uso da trajetória híbrida permitia maior flexibilidade no planejamento da missão. Isto por exemplo permitiu que a Apollo 12 fosse lançada durante o dia e chegasse no local de alunissagem planejado no cronograma. A trajetória híbrida fez com que a Apollo 12 demorasse oito horas a mais para chegar na órbita lunar.

### Alunissagem

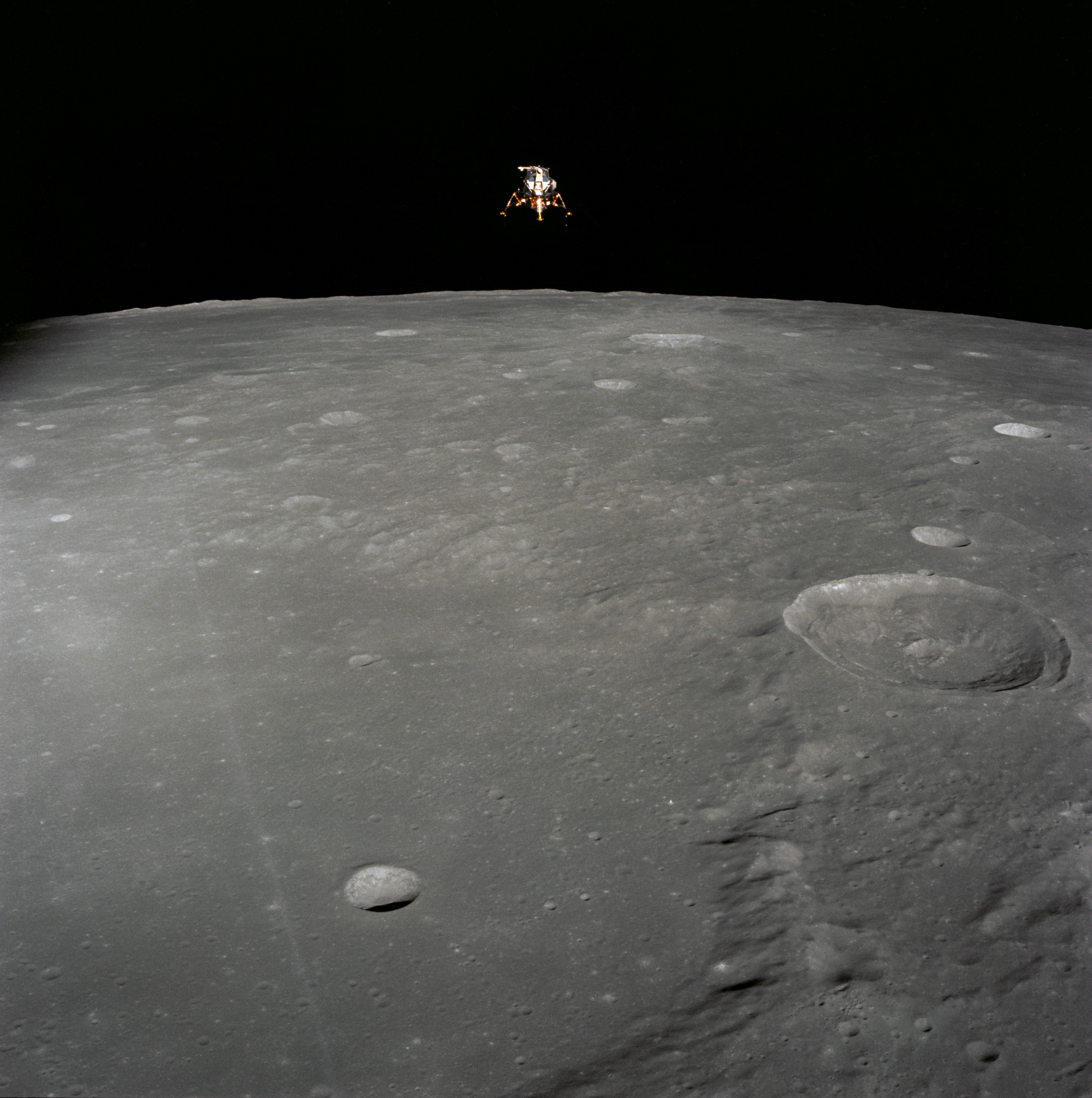
O Intrepid acima da Lua visto do Yankee Clipper em 19 de novembro de 1969, pouco antes do início da descida

A Apollo 12 entrou em órbita lunar de 315,2 por 114,2 quilômetros depois de 83h25min26s de missão, com uma queima de 352,25 segundos do Sistema de Propulsão de Serviço. Houve uma transmissão televisiva durante a primeira órbita que retornou imagens coloridas de boa qualidade da superfície lunar. Outra queima na terceira órbita levou a uma órbita de 122 por 101,1 quilômetros, com as preparações para a alunissagem começando na revolução seguinte. O Yankee Clipper e o Intrepid se separaram depois de 107h54min02s de missão e meia hora depois o Módulo de Comando e Serviço se afastou. O acionamento por 14,4 segundos de alguns propulsores do Yankee Clipper fez com que as duas espaçonaves ficassem a 4,1 quilômetros de distância quando o Intrepid realizou uma queima para ir a uma órbita mais baixa a fim de se preparar para a alunissagem.
O Intrepid começou uma queima de 29 segundos depois de 109h23min39s de missão para chegar a uma órbita mais baixa, a partir da qual a descida começou quase uma hora depois. Conrad tinha treinado para esperar que um padrão de crateras chamada de "o Boneco de Neve" fosse visível assim que a espaçonave ficasse em orientação vertical, com a cratera Surveyor no centro, porém ele temia não conseguir ver nada reconhecível. Surpreendeu-se ao ver o Boneco de Neve exatamente onde deveria estar, significando que estavam no curso correto. Conrad assumiu o controle manual planejando pousar o Intrepid, como tinha feito em simulações, em uma área próxima da cratera Surveyor que fora chamada de "Estacionamento do Pete", porém o terreno era mais acidentado do que o esperado. Precisou manobrar e a alunissagem ocorreu às 6h54min36s UTC de 19 de novembro de 1969, a apenas 163 metros de distância da Surveyor 3. Isto realizou um dos objetivos da missão, uma alunissagem precisa próxima da sonda.
As coordenadas do local de alunissagem foram latitude 3,01239° sul e longitude 23,42157° oeste. A alunissagem jogou jatos de poeira em alta velocidade sobre a Surveyor 3. Foi depois determinado que os jatos removeram mais poeira que tinha caído sobre a sonda do que jogaram sobre ela, pois estava coberta por uma fina camada que lhe deu um tom marrom quando observada pelos astronautas, enquanto todas as partes expostas aos jatos tinham sido clareadas para a cor branca original devido à remoção da poeira.

### Caminhadas

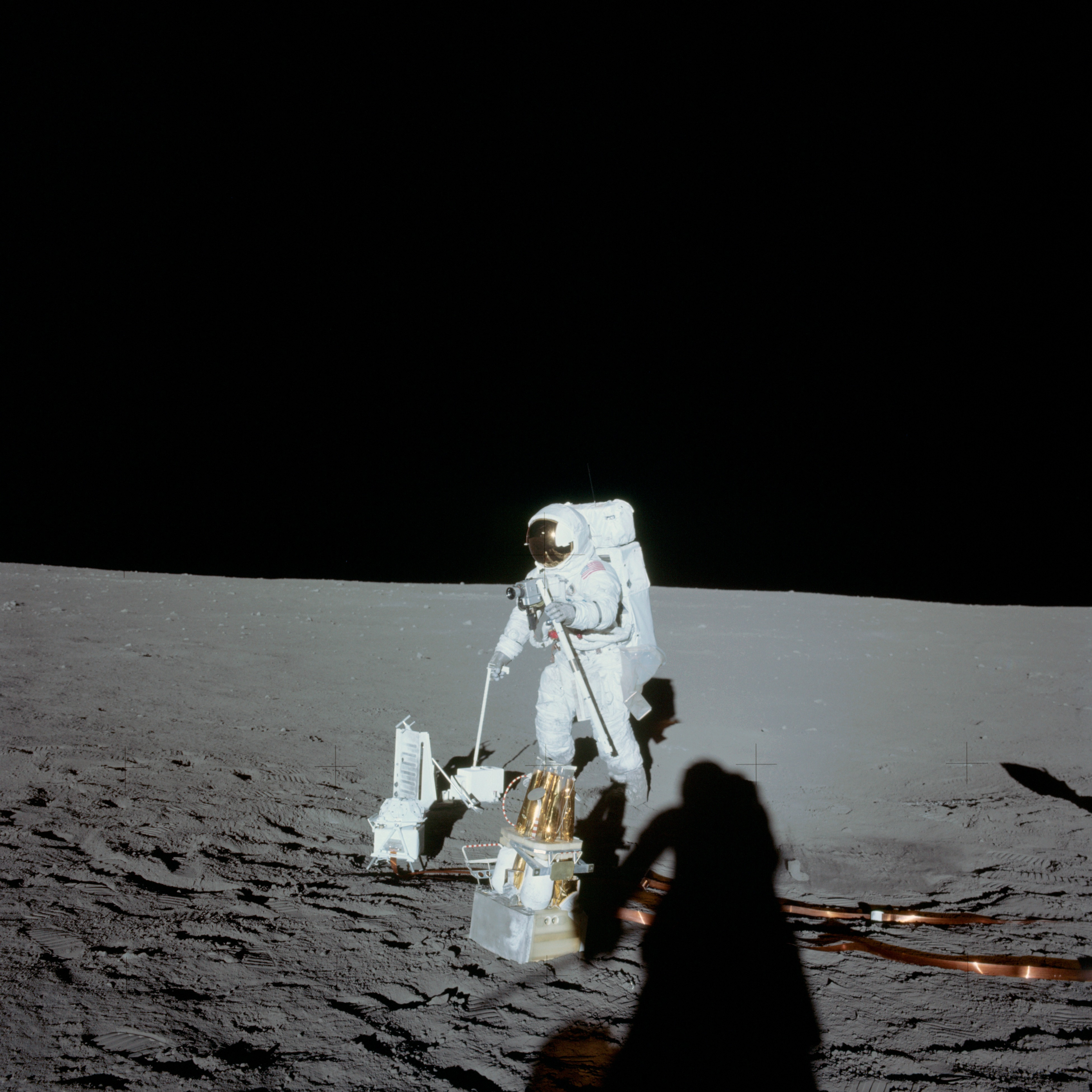
Bean implementando o Pacote de Experimentos em 19 de novembro

Conrad era o mais baixo entre todos os primeiros astronautas norte-americanos, assim, ao pisar na superfície lunar pela primeira vez, suas palavras foram: "Uipi! Cara, essa pode ter sido uma pequena para o Neil [Armstrong], mas é uma longa para mim". Isto não foi um comentário improvisado, pois antes da missão tinha feito uma aposta valendo quinhentos dólares com a jornalista italiana Oriana Fallaci de que diria essas palavras naquele momento; Fallaci tinha perguntado se a NASA havia instruído Armstrong sobre o que ele deveria dizer ao pisar na Lua. Conrad revelou posteriormente que nunca conseguiu receber seu dinheiro.
Uma câmera televisiva colorida foi levada a bordo da Apollo 12, diferente da câmera monocromática usada na Apollo 11, com o objetivo de melhorar a qualidade das imagens enviadas para a Terra. Entretanto, Bean acidentalmente apontou a câmera diretamente para o Sol enquanto a estava carregando para colocá-la perto do Intrepid, onde deveria ser estabelecida, destruindo assim o tubo de Condução de Elétrons Secundários e inutilizando a câmera. A cobertura televisiva da missão foi encerrada quase imediatamente.
Os astronautas hastearam a bandeira dos Estados Unidos e então dedicaram a maior parte do restante da primeira atividade extraveicular para estabelecerem o Pacote de Experimentos de Superfície. Houve algumas pequenas dificuldades nessas operações. Bean teve problemas ao extrair o plutônio do elemento de combustível do gerador termoelétrico de radioisótopos de sua cápsula protetora, com os astronautas precisando usar um martelo para bater na cápsula e soltar o elemento de combustível. Vários dos dispositivos do Pacote de Experimentos foram difíceis de se implementar, porém Conrad e Bean conseguiram em todos os casos. O Experimento Sísmico Passivo foi capaz de detectar as pegadas de ambos enquanto retornavam para o Intrepid; no caminho de volta eles pegaram um tubo com testemunhos do solo lunar, além de coletarem outras amostras. A primeira caminhada durou três horas, 56 minutos e três segundos.

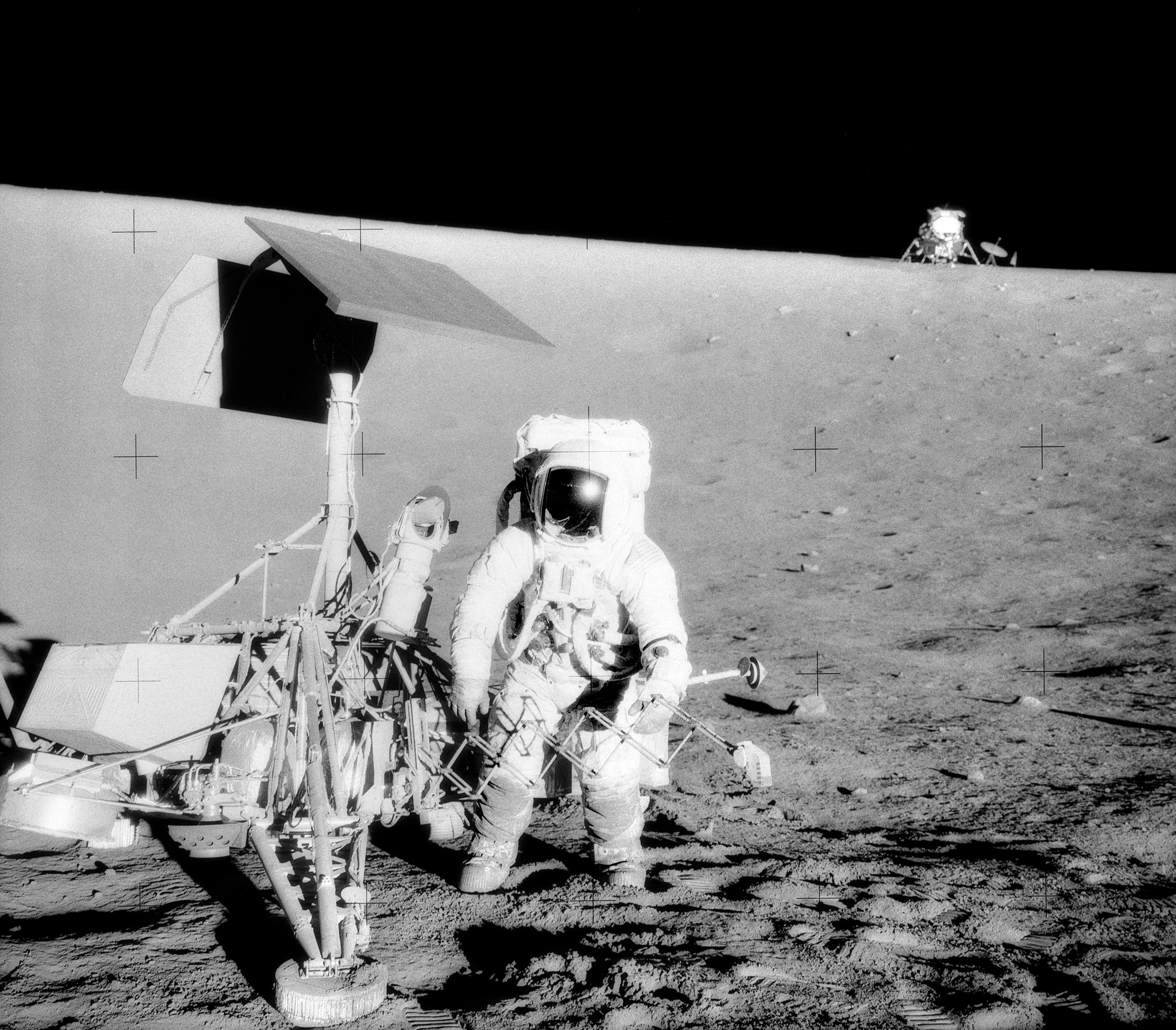
Conrad junto com a sonda Surveyor 3 em 20 de novembro; o módulo lunar Intrepid pode ser visto ao fundo

Quatro possíveis travessias geológicas tinham sido planejadas, com a variável sendo o local exato de alunissagem. Conrad acabou pousando entre dois desses pontos em potencial, assim cientistas no Controle da Missão combinaram duas travessias em uma, que Conrad e Bean poderiam seguir de seu ponto de alunissagem durante suas duas atividades extraveiculares. A travessia resultante ficou parecida com um círculo rudimentar. A segunda caminhada espacial começou aproximadamente treze horas depois do fim da primeira e a primeira parada foi a cratera Cabeça, a 91 metros de distância do Intrepid. Bean percebeu no local que as pegadas de Conrad mostravam um material mais leve abaixo da superfície, indicando a presença de ejecta da cratera Copernicus, 370 quilômetros ao norte, algo que os cientistas que tinham analisado fotografias de orbitais do local esperavam encontrar. Amostras de Cabeça permitiram que geólogos datassem o impacto que formou Copernicus, com a datação ficando em 810 milhões de anos atrás.
Os dois astronautas seguiram para as crateras Banco e Afiada e passaram pela cratera Auréola antes de chegarem à cratera Surveyor. Conrad e Bean aproximaram-se da Surveyor 3 cautelosamente por temerem um terreno traiçoeiro ou que a sonda fosse tombar, descendo para dentro da cratera a alguma distância e então seguindo pelo contorno para chegarem à nave, mas descobriram que o terreno era firme e a sonda estava estável. Eles coletaram várias peças da Surveyor 3, incluindo sua câmera televisiva, além de rochas que tinham sido estudadas pela câmera. Os astronautas tinham procurado um temporizador automático para suas câmeras Hasselblad e levaram uma consigo para a Lua sem informar o Controle da Missão, esperando poderem tirar uma selfie de ambos junto com a sonda, porém não conseguiram localizá-la dentre as amostras lunares que tinham colocado em seu Carregador de Ferramentas Manuais. Conrad e Bean foram para a cratera Bloco, dentro da cratera Surveyor, antes de retornarem para o Intrepid. A segunda atividade extraveicular durou três horas, 49 minutos e quinze segundos, com ambos tendo caminhado 1,3 quilômetro. Os astronautas chegaram a ficar a 410 metros de distância do Módulo Lunar e coletaram 33,45 quilogramas de amostras.

### Atividades em órbita

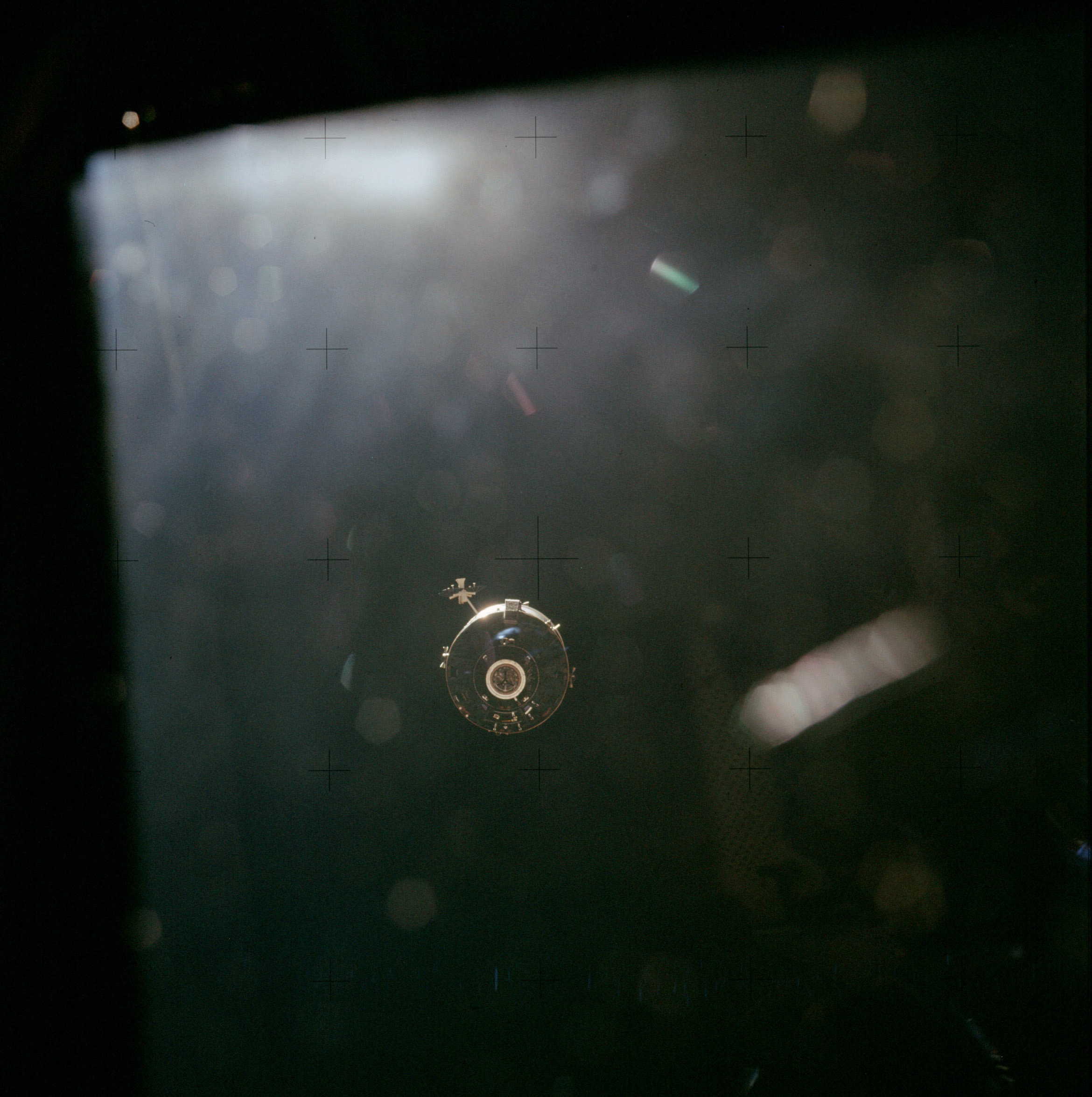
O Yankee Clipper visto do Intrepid logo depois da separação em 19 de novembro

Gordon teve pouco a dizer depois do Intrepid se separar, pois o Controle da Missão estava focado na alunissagem. Assim que isto foi realizado, ele enviou uma parabenização e, na órbita seguinte, foi capaz de avistar tanto o Módulo Lunar quanto a Surveyor 3 na superfície e repassar suas localizações para a Terra. Gordon se preparou para uma manobra de mudança de plano durante a primeira atividade extraveicular, uma queima que alteraria a órbita do Yankee Clipper a fim de compensar a rotação da Lua, porém houve momentos em que teve dificuldades em comunicar com o Controle da Missão, pois Conrad e Bean estavam usando o mesmo circuito de comunicação. Gordon realizou a queima assim que seus dois colegas terminaram sua caminhada espacial, o que garantiu que a espaçonave estaria na posição correta para se encontrar com o Intrepid assim que este deixasse a Lua.
Gordon também realizou o Experimento de Fotografia Lunar Multiespectral enquanto estava sozinho em órbita, usando quatro câmeras Hasselblad arranjadas em um anel e apontadas para as várias janelas do Yankee Clipper. Cada câmera tinha um filtro colorido diferente e fotos simultâneas foram tiradas em cada uma, mostrando assim a aparência das características lunares em diferentes pontos do espectro. Análises dessas imagens poderiam revelar cores invisíveis a olho nu ou indetectáveis com películas coloridas tradicionais, com informações podendo ser obtidas sobre a composição de locais que logo seriam visitados por humanos em missões futuras. Dentre os locais estudados estavam pontos contemplados para alunissagens de outras missões.

### Retorno

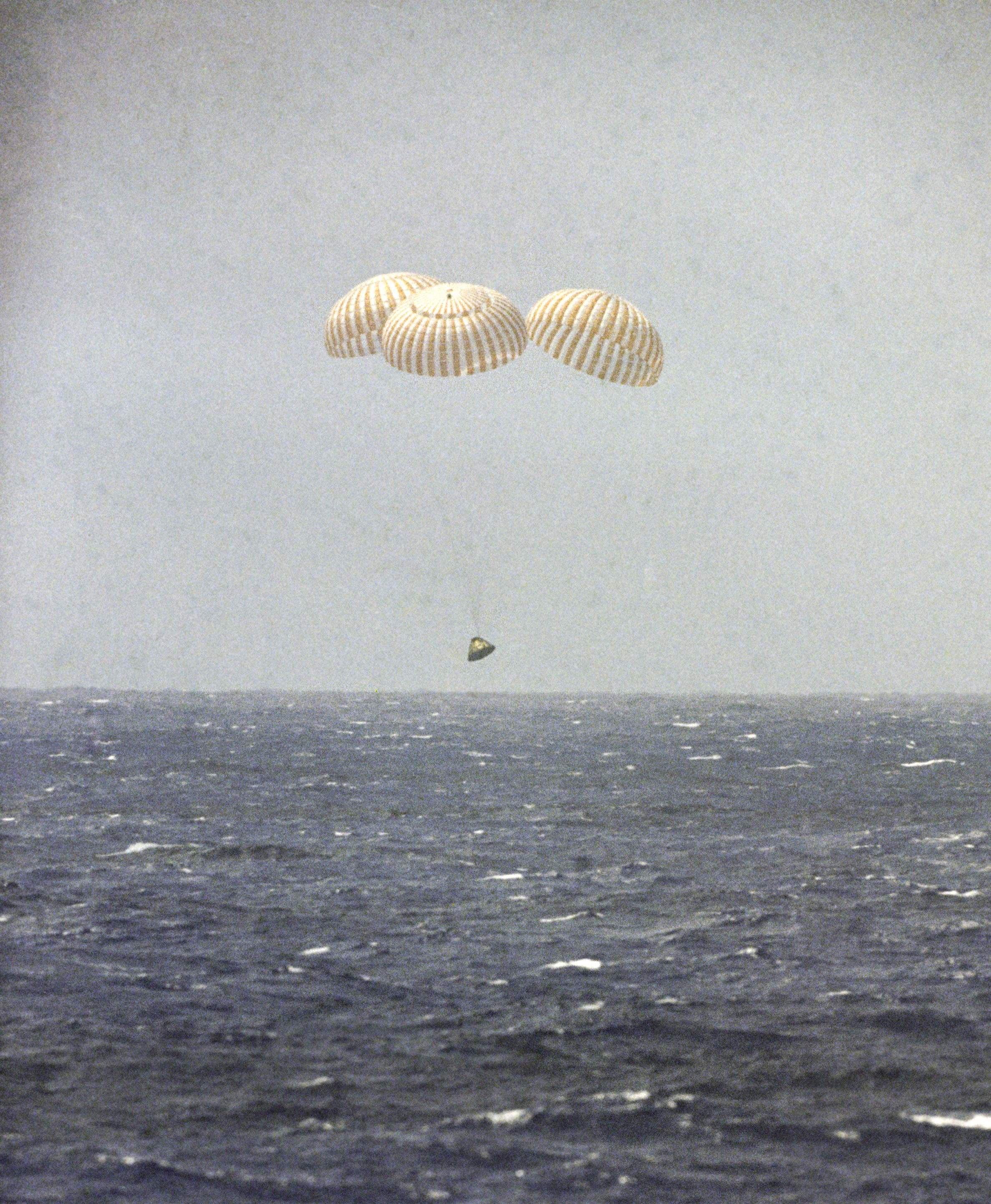
O Yankee Clipper pouco antes da amerrissagem no Oceano Pacífico em 24 de novembro de 1969

O Intrepid decolou da Lua às 14h25min47s UTC de 20 de novembro de 1969, depois de 143h03min47s de missão; ele e o Yankee Clipper se acoplaram três horas e meia depois após uma série de manobras. O estágio de subida do Módulo Lunar foi descartado com 147h59min31s de missão e o Módulo de Comando e Serviço manobrou para longe pouco depois. O Intrepid ficou sob controle da Terra e seu combustível restante foi usado em uma queima que o fez bater na Lua a 72 quilômetros de distância do local de alunissagem. O sismômetro que os astronautas tinham deixado na superfície registrou as vibrações resultantes do impacto por mais de uma hora.
Os astronautas permaneceram em órbita por mais um dia tirando fotografias da superfície, incluindo de locais considerados para alunissagens futuras. Uma segunda mudança de plano ocorreu com 159h04min45s de missão e durou 19,25 segundos. A injeção transterrestre foi realizada depois de 172h27min26s de missão e durou 130,32 segundos, colocando o Yankee Clipper no caminho para a Terra. Duas correções de curso foram feitas durante a viagem. Uma última transmissão televisiva foi realizada e os astronautas responderam questões enviadas por jornalistas. Houve bastante tempo para descanso; um evento de destaque foi um eclipse solar que ocorreu quando a Terra passou entre a espaçonave e o Sol; Bean descreveu o momento como a vista mais espetacular da missão.
O Yankee Clipper retornou para a Terra em 24 de novembro de 1969, amerrissando no Oceano Pacífico às 20h58min24s UTC (10h58min24s HST, horário local). A amerrissagem foi brusca e uma câmera se soltou, acertando Bean na testa. Foram resgatados pelo porta-aviões USS Hornet, com os três entrando na Instalação Móvel de Quarentena, enquanto as amostras lunares e as partes da Surveyor 3 foram enviadas na frente para o Laboratório de Recebimento Lunar no Centro de Espaçonaves Tripuladas. O Hornet atracou no Havaí e a Instalação Móvel de Quarentena foi descarregada e transportada por avião para a Base Aérea Ellington, perto de Houston, em 29 de novembro, de onde foi levada para o Laboratório de Recebimento Lunar. Os astronautas permaneceram no local em quarentena até o dia 10 de dezembro.

## Pós-missão

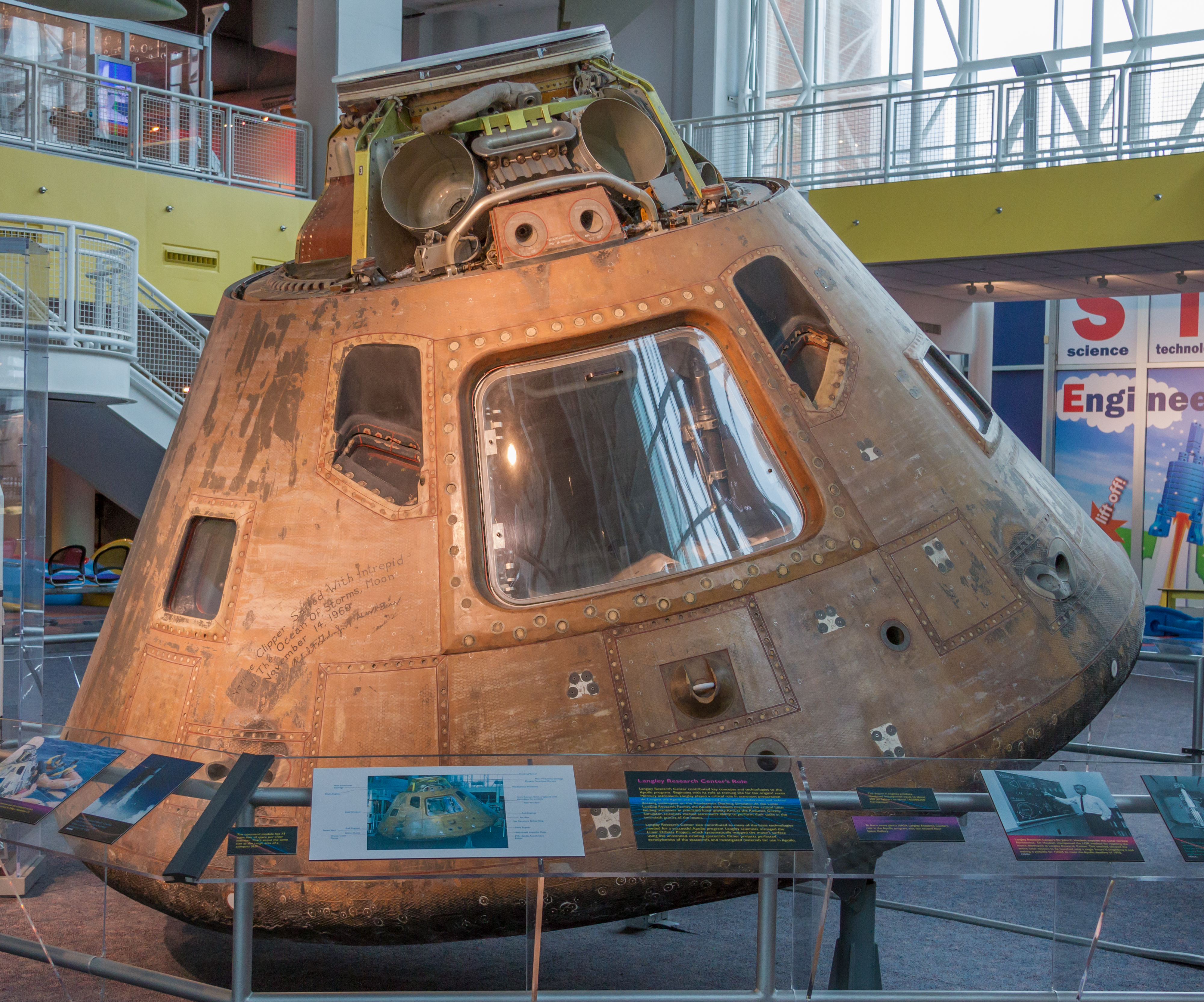
O Yankee Clipper em exibição no Centro Aeroespacial da Virgínia

Conrad, depois da missão, pediu que seus dois colegas se juntassem a ele no Programa Skylab, enxergando este como a melhor chance para voarem ao espaço de novo. Bean fez isso. Conrad comandou a Skylab 2, a primeira missão tripulada para a estação espacial, enquanto Bean comandou a missão seguinte, a Skylab 3, ambas realizadas em 1973. Gordon, por outro lado, ainda tinha esperanças de andar na Lua e permaneceu com o Programa Apollo, servindo como o comandante reserva da Apollo 15. Ele provavelmente teria sido o comandante da Apollo 18, porém esta missão foi cancelada e ele nunca voltou para o espaço.
O Yankee Clipper está em exibição no Centro Aeroespacial da Virgínia em Hampton. O Controle da Missão tinha acionado os propulsores do Módulo de Serviço depois de ter sido separado, esperando que não passasse pela atmosfera e entrasse em uma órbita com apogeu alto, porém a falta de dados de rastreamento confirmando isso fez com que fosse concluído que ele provavelmente reentrou na atmosfera e se desintegrou. O terceiro estágio S-IVB está em órbita solar e é ocasionalmente afetado pela gravidade da Terra.
O estágio de subida do Intrepid impactou a Lua em 20 de novembro de 1969 às 22h17min17s UTC. A sonda Lunar Reconnaissance Orbiter fotografou o local de alunissagem da Apollo 12 em 2009, com o estágio de descida, Pacote de Experimentos, Surveyor 3 e as pegadas dos astronautas estando todos visíveis. A sonda retornou ao local em 2011 em uma altitude mais baixa e conseguiu tirar fotografias em maior resolução.